# Kopyczyńce

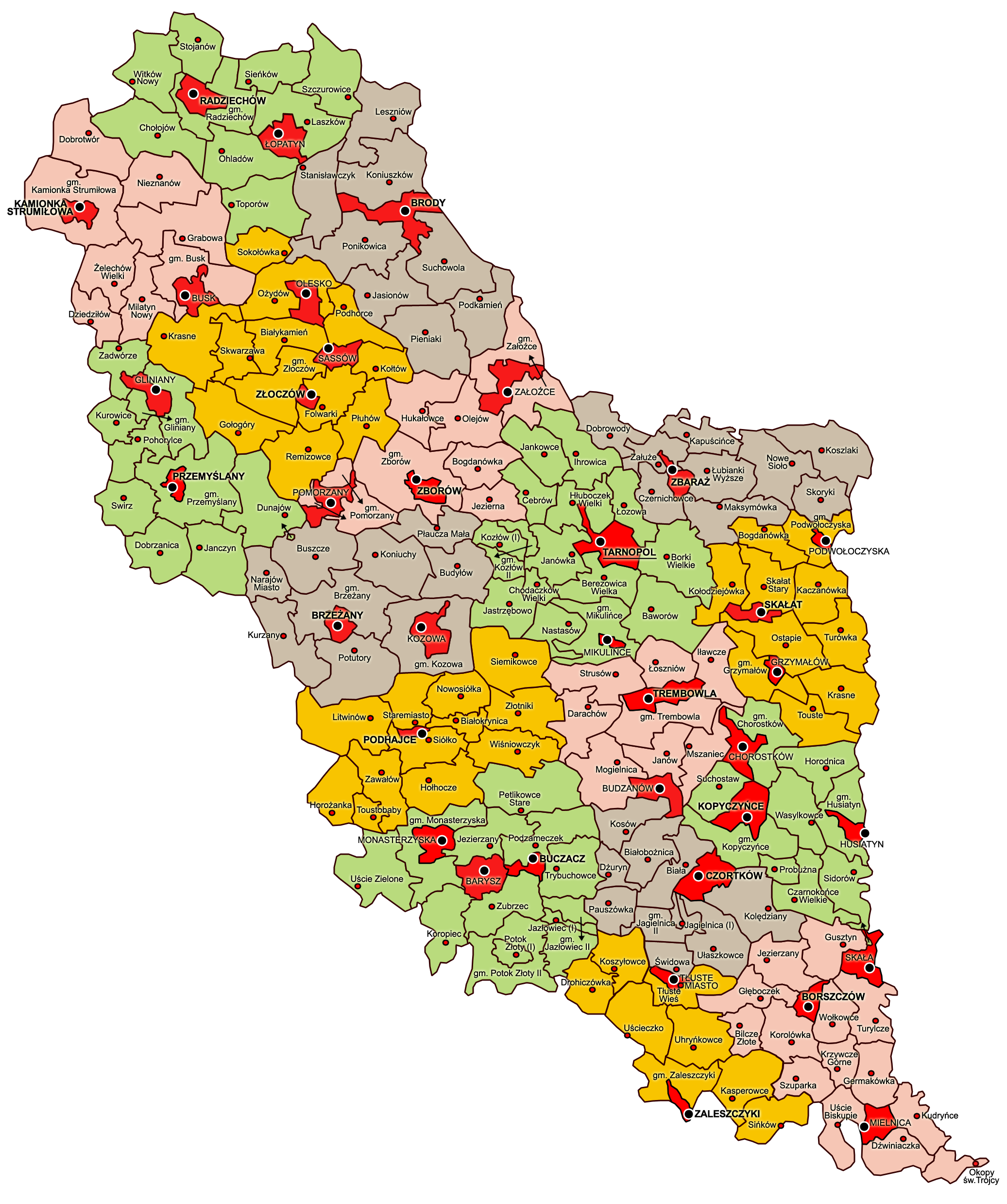
Położenie na mapie województwa tarnopolskiego do roku 1939

Kopyczyńce (ukr. Копичинці) – miasto w obwodzie tarnopolskim Ukrainy, w rejonie czortkowskim nad rzeczką Niczławą. W 2025 roku liczyło szacunkowo 6899 mieszkańców.
Znajduje się tu stacja kolejowa Kopyczyńce, węzeł linii Tarnopol – Biała Czortkowska i Husiatyn – Kopyczyńce.
Do 2020 w rejonie husiatyńskim.

## Demografia
- 8144 mieszkańców w 1921 roku (spis powszechny), z czego 40% Rusinów (Ukraińców) oraz po 30% Żydów i Polaków[6]
- W czerwcu 1942 roku w Kopyczyńcach mieszkało 3123 Żydów, stopniowo eksterminowanych przez Niemców do czerwca 1943 roku[7]
- W 1945 roku zdecydowana większość Polaków została przesiedlona w granice powojennej Polski. Z około 2,5-tysięcznej polskiej społeczności w Kopyczyńcach pozostało około 25 rodzin[8]
- W 1989 liczyło 7327 mieszkańców[9].
- W 2013 liczyło 6890 mieszkańców[10].
- 6748 mieszkańców w 2017 roku (dane szacunkowe)[11]
- 6587 mieszkańców w 2021 roku (dane szacunkowe)[1]

## Kalendarium
- 1340–1772 – najpierw wieś następnie miasto (1564) w powiecie trembowelskim ziemi halickiej województwa ruskiego I Rzeczypospolitej
- 1443 – erygowanie parafii rzymskokatolickiej[12]
- 1564 – pierwsza wzmianka o uzyskaniu praw miejskich[13]
- 1651 – bitwa pod Kopyczyńcami stoczona 12 maja między armią polską dowodzoną przez hetmana polnego koronnego Marcina Kalinowskiego a połączonymi siłami kozacko-tatarskimi pod wodzą Asanda Demki w trakcie powstania Chmielnickiego zakończona zwycięstwem wojska koronnego[14]
- 1672 – przejęte przez Turcję w wyniku pokoju buczackiego[15]
- 1699 – wróciły do Polski w wyniku pokoju w Karłowicach zawartego z Turcją[15]
- 1772 – przejęte przez Austrię w wyniku I rozbioru Polski, znalazły się w powiecie zaleszczyckim w cyrkule halickim[16]
- 1786 – miasteczko zostało włączone do cyrkułu XV (tarnopolskiego)[17]
- 1809 – przejęte przez Rosję w wyniku pokoju w Tylży z r. 1807
- 1815 – przejęte ponownie przez Austrię w rezultacie kongresu wiedeńskiego
- 1854 – siedziba powiatu w cyrkule czortkowskim
- 1862 – pożar miasteczka: spłonęło 38 budynków, a 63 rodziny straciły dach nad głową. Brak ofiar śmiertelnych. Straty wyniosły ok. 32.000 złotych reńskich[18]
- 1867–1918 miasto w powiecie husiatyńskim w austriackim Królestwie Galicji i Lodomerii
- od 2 listopada 1918 do czerwca 1919 kontrolowane przez ZURL[19]
- 1919 – w czasie tzw. ofensywy czortkowskiej rozpoczętej 7–8 czerwca, I Korpus Galicyjski UHA Osypa Mykytki zajął Kopyczyńce. Jednostki polskie armii Hallera przejęły ten rejon 16 lipca 1919
- 1921 – traktat ryski przywrócił Kopyczyńce Polsce
- od 1 lipca 1925 r.[20] do 1939 – stolica powiatu kopyczynieckiego w województwie tarnopolskim. Siedziba garnizonu macierzystego Batalionu KOP „Kopyczyńce”
- 1939–1941 – zajęte przez ZSRR
- 7 lipca 1941 – 23 marca 1944 – okupacja niemiecka[8]. W tym czasie hitlerowcy dokonali zagłady kopyczynieckich Żydów (zob. getto w Kopyczyńcach)
- 1943–1945 – miejsce schronienia dla polskiej ludności uciekającej z pobliskich wiosek przed atakami OUN-UPA. Doszło do pojedynczych mordów, w których nacjonaliści ukraińscy zamordowali tutaj lub w pobliżu 25 Polaków[6].
- 1944–1991 – w składzie rejonu husiatyńskiego Ukraińskiej SRR
- od 1991 – w niepodległej Ukrainie

## Zabytki
- zamek, dwór – w Kopyczyńcach istniał warowny zamek, który oparł się najazdom Turków i Tatarów i przetrwał do XVIII w. W połowie XVIII w. na miejscu zamku wybudowano klasycystyczny dwór zwany pałacem[21], zniszczony podczas I wojny światowej[13].
- kościół parafialny pw. Wniebowzięcia Najświętszej Marii Panny – znajduje się w mieście. Pierwotny kościół był drewniany, wzniesiony w latach 1699–1705 z fundacji podczaszego halickiego Szymona Baworowskiego. Po jego rozebraniu zbudowano w latach 1763–1803 nowy, murowany[22][23], autorem projektu mógł być Piotr Polejowski[24]. Konsekrowany w 1824 r., zamknięty po II wojnie światowej, przywrócony do kultu w 1990 r[12][25].

## Urodzeni
- Józef Marian Baworowski (1822–1885) – polski ziemianin, konserwatysta, członek Izby Panów w austriackiej Radzie Państwa
- Roman Daca (1905–1994) – polski duchowny katolicki, płk Armii Krajowej. Odznaczony w 1944 Krzyżem Orderu Virtuti Militari V kl.
- Tadeusz Gromnicki (1851–1939) – ksiądz rzymskokatolicki, profesor, rektor Uniwersytetu Jagiellońskiego
- Roman Hubczenko (1878–1958) – polski aktor
- Wasyl Iwanczuk (ur. 1969) – ukraiński szachista, arcymistrz od 1988 roku.
- Metody (Kudriakow) (ur. 1949) – zwierzchnik Ukraińskiego Autokefalicznego Kościoła Prawosławnego[26].
- Anna Marzec (1930) – polska profesor nauk chemicznych
- Henryk Mehlberg (1904–1979) – polski filozof, logik, metodolog, członek szkoły lwowsko-warszawskiej.
- Adam Niemiec (1912 – 1974) – polski piłkarz i trener[27]
- Adam Obrubański (1898 – 1940) – polski piłkarz, trener i sędzia[28], doktor praw, oficer Wojska Polskiego, ofiara Zbrodni Katyńskiej.
- Leszek Sawicki (1924–2017) – polski geolog, współzałożyciel: Oddziału Dolnośląskiego PIG i Towarzystwa Miłośników Lwowa[29].
- Ludwik Sembratowicz (1837–1892) – feldmarszałek – porucznik armii Austro-Węgier.
- Franciszek Sławski (1916–2001) – polski prof., językoznawca-slawista.
- Władysław Wszelaczyński (1847–1896) – polski pianista, kompozytor i pedagog.
- Adam Wysocki (1905–1977) – polski piosenkarz, członek Chór Dana, aktor estradowy[30]

## Sprawiedliwi wśród Narodów Świata(Polacy ratujący Żydów w Kopyczyńcach)
- Stanisław Biedrawa (lub Bedrawa) – ukrywał 5 Żydów[31]
- Józef i Olga Grocholscy – ukrywali Pinchasa Fuchsa, Edkę Fuchs i kobietę o nazwisku Sznajder[32]
- Stanisław i Anna Grocholscy – ukrywali 7 Żydów[33]
- Władysław i Stanisława Szepelowscy oraz ich dzieci: Władysław, Jadwiga (po mężu Grell) i Janina (po mężu Jakubowska) - ukrywali Yaffę Rafaeli[34]
- Wilhelm Tarnawski – ukrywał 17 krewnych swojej żony, która była Żydówką[35]
- Mikołaj i Maria Traczowie, Stefania Tracz (córka), Józefa Tracz (córka, po mężu Czekaj), Joanna Chir z d. Tracz (córka) z mężem Marianem Chirem oraz Michał Chir – na strychu domu kultury „Sokół” ukrywali 7 Żydów[36]